# Microrregión de Osasco
La microrregión de Osasco es una de las microrregiones del estado brasileño de São Paulo perteneciente a la mesorregión Metropolitana de São Paulo. Su población fue estimada en 2010 por el IBGE en 1.775.058 habitantes y está dividida en ocho municipios. Posee un área total de 693,374 km².

## Municipios
La microrregião de Osasco tiene 8 municipios .

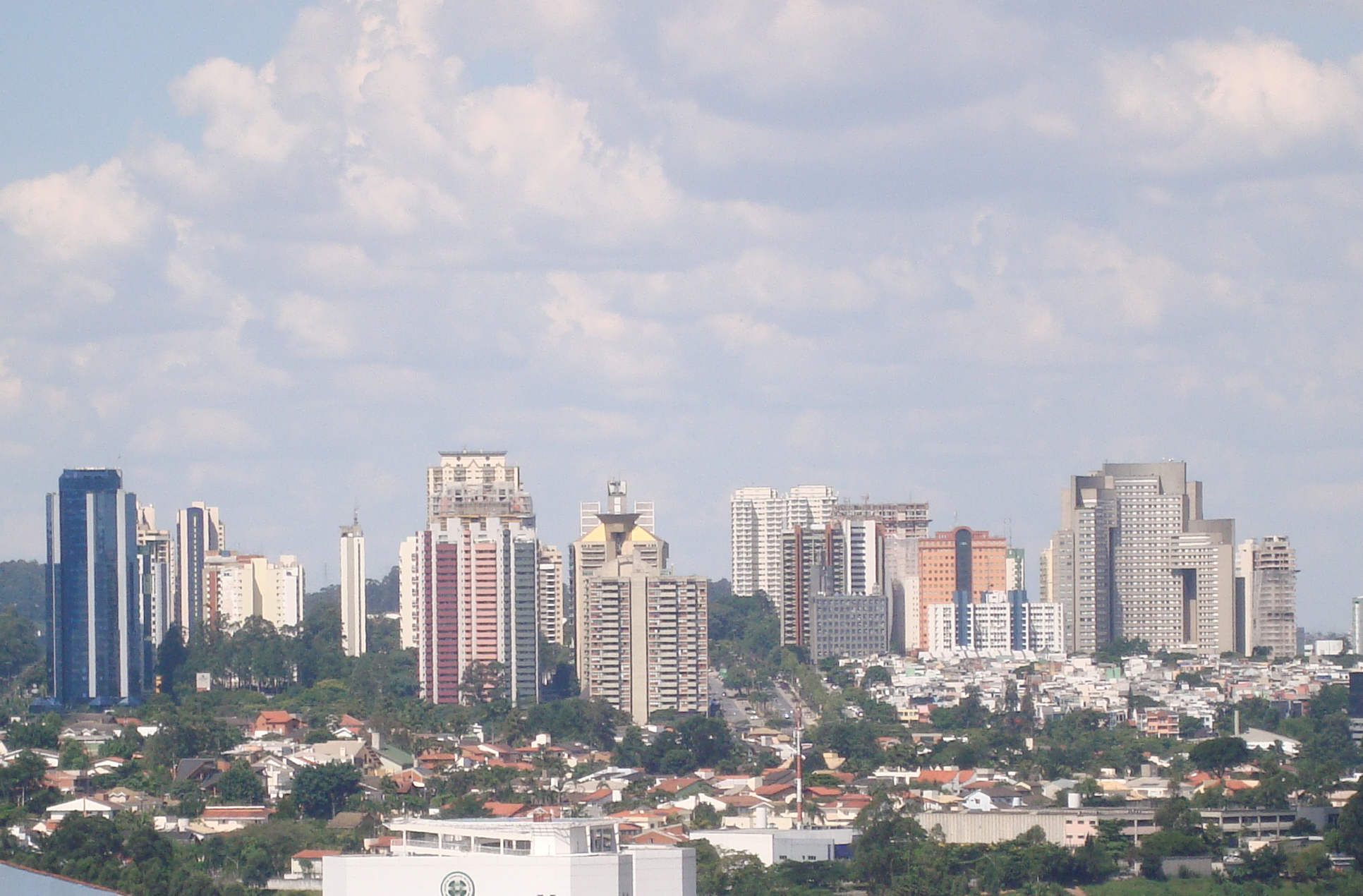
Barueri.

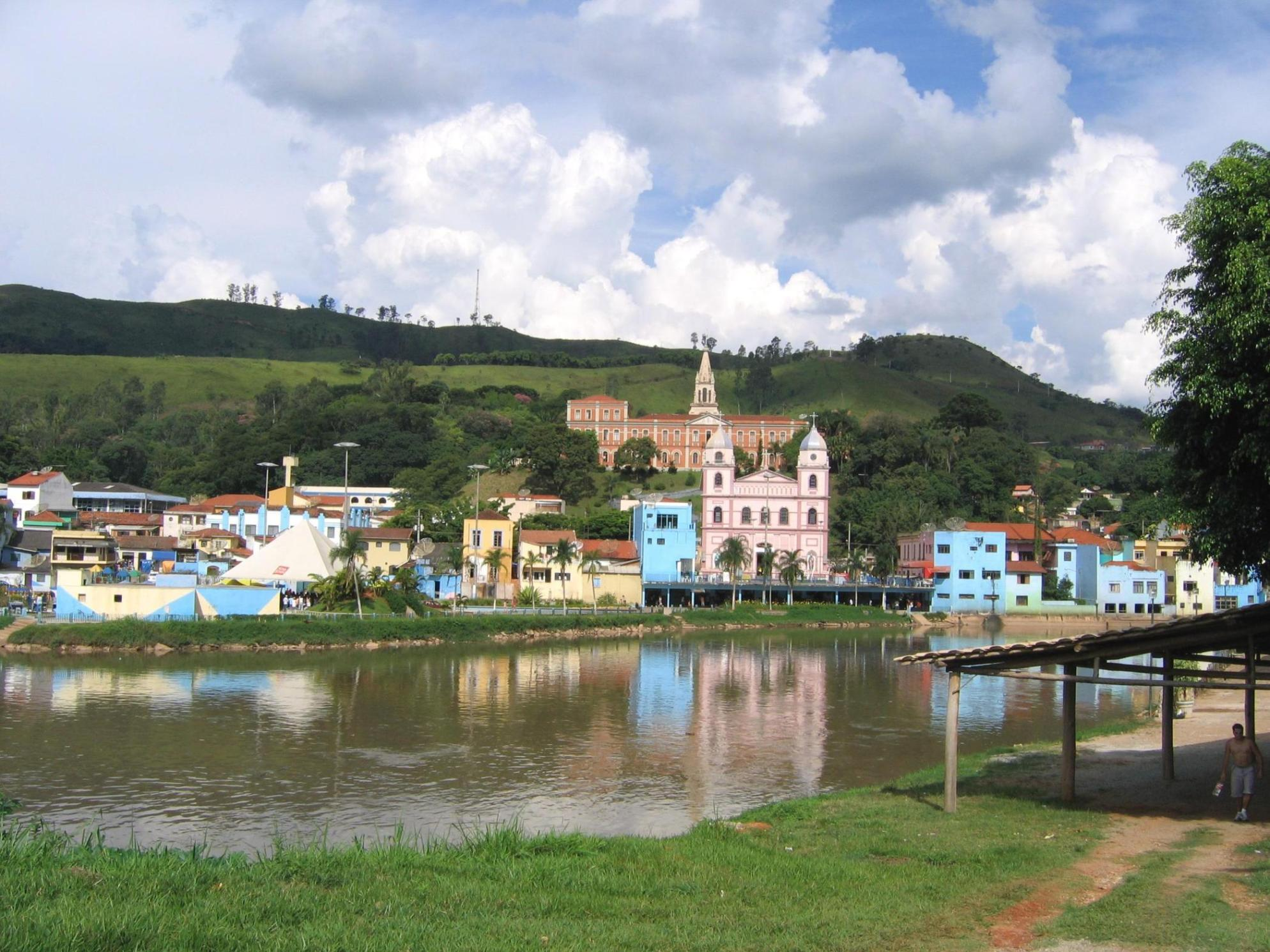
Pirapora do Bom Jesus.

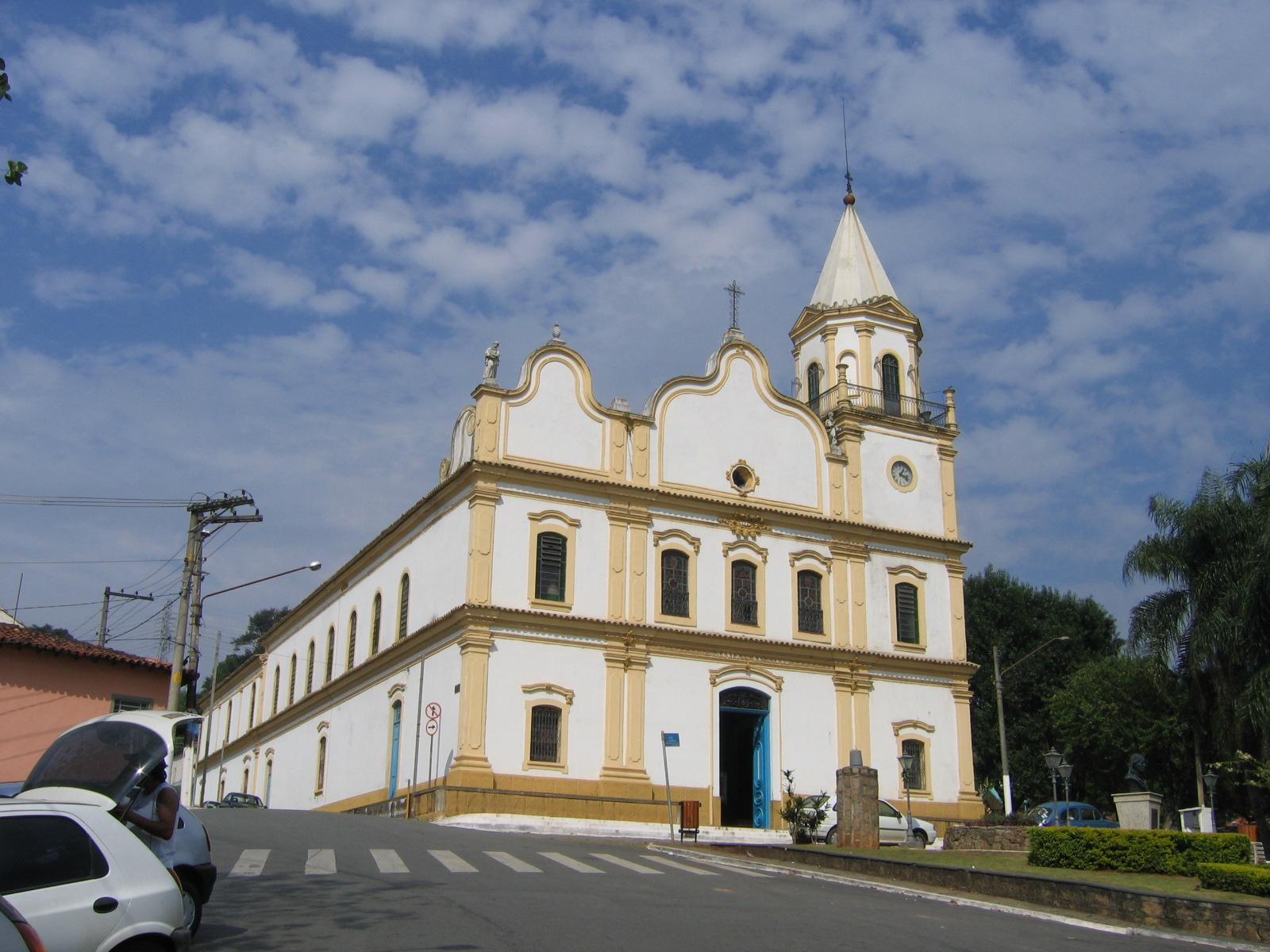
Santana de Parnaíba.

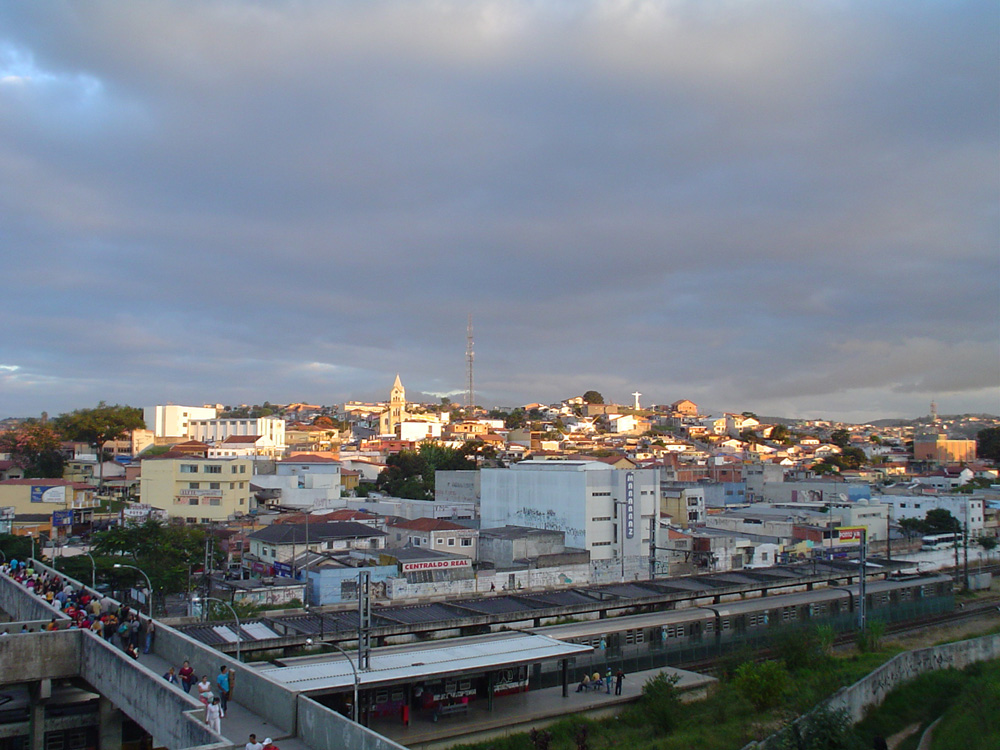
Itapevi

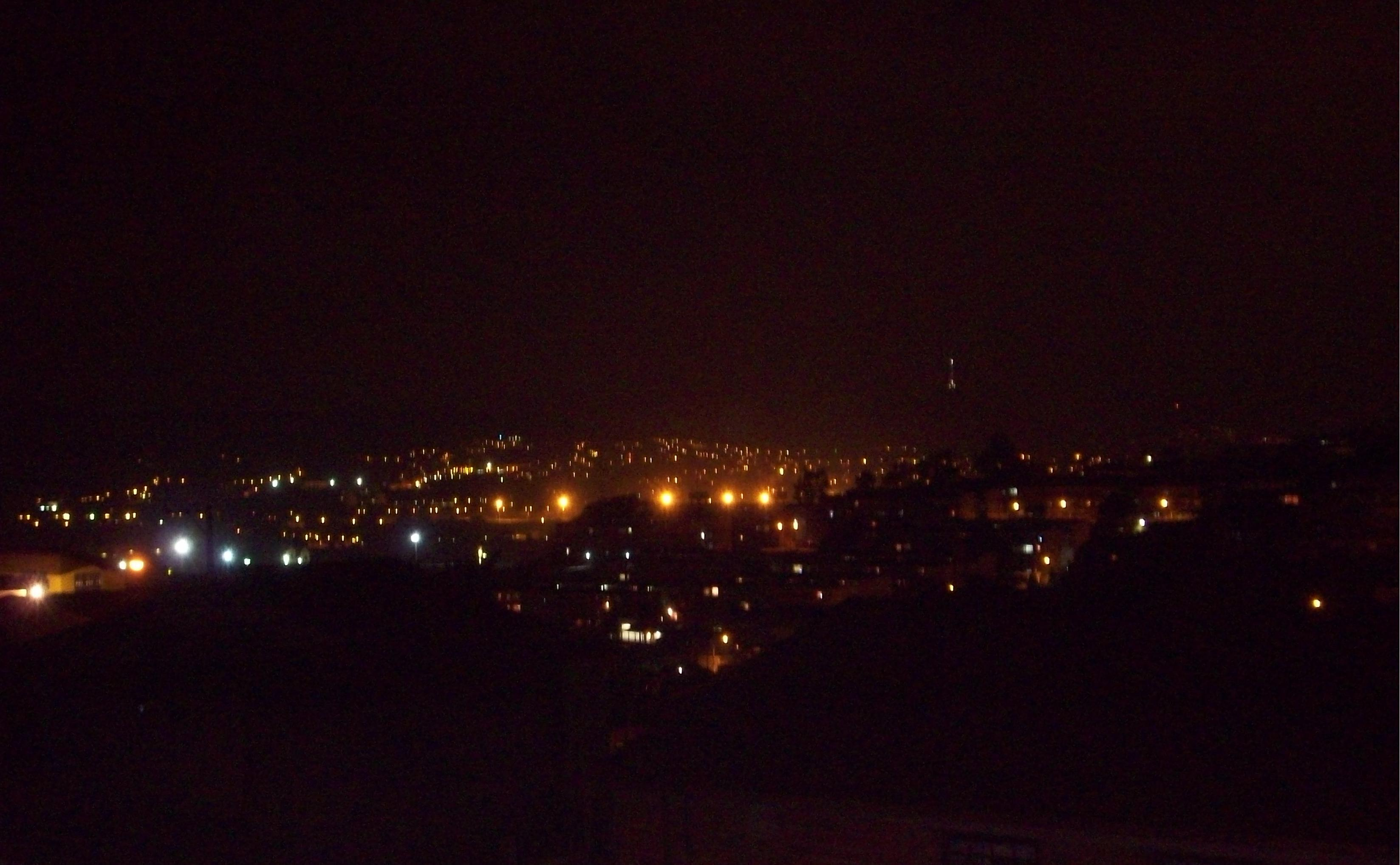
Carapicuíba

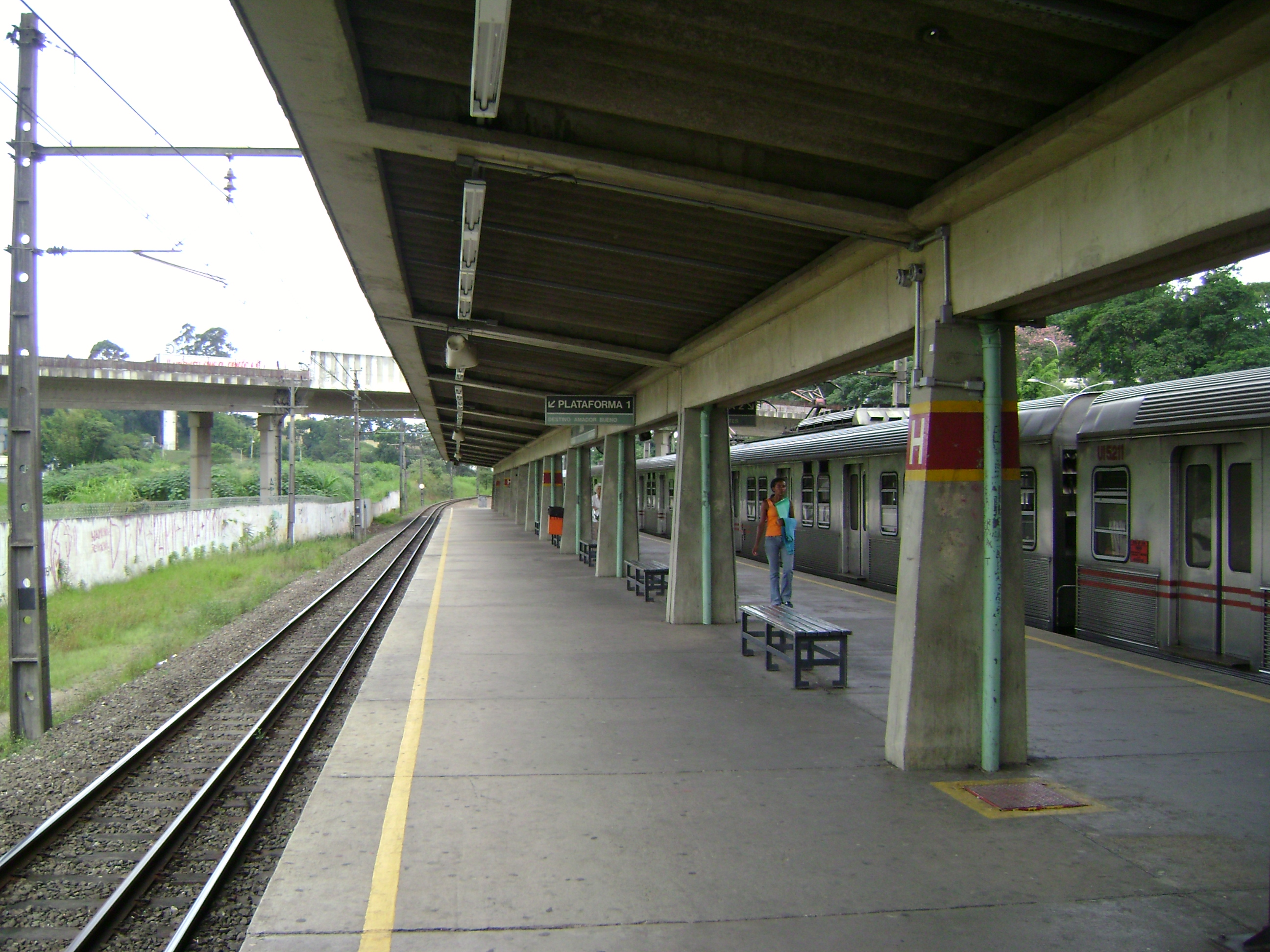
Jandira

| Municipio             | Población (2010) | PIB (R$) (2009)   | Área territorial (km²) | IDH   |
| --------------------- | ---------------- | ----------------- | ---------------------- | ----- |
| Barueri               | 240.656          | 26 994 699,700    | 64,167                 | 0,826 |
| Cajamar               | 64.113           | 3 764 609,233     | 128,356                | 0,786 |
| Carapicuíba           | 369.908          | 2 672 669,555     | 34,967                 | 0,793 |
| Itapevi               | 200.874          | 2 731 108,624     | 91,353                 | 0,759 |
| Jandira               | 108.436          | 1 411 533,399     | 17,523                 | 0,801 |
| Osasco                | 666.469          | 30 024 366,200    | 64,935                 | 0,818 |
| Pirapora do Bom Jesus | 15.727           | 148 772,825       | 108,257                | 0,767 |
| Santana de Parnaíba   | 108.875          | 3 068 714,481     | 183,816                | 0,853 |
| Total                 | 1.775.058        | 7.081.647.401,747 | 693,374                | 0,807 |

## Principales carreteras
- Carretera Anhangüera
- Carretera Castelo Branco
- Carretera Raposo Tavares
- Rodoanel Mário Covas